# Polyptychus ferroseus
Polyptychus ferroseus is een vlinder uit de familie van de pijlstaarten (Sphingidae). De wetenschappelijke naam van de soort is voor het eerst geldig gepubliceerd in 1950 door Bruno Gehlen.